# Sagrado Profano
"Sagrado Profano" é uma canção gravada pela cantora brasileira Luísa Sonza e o rapper compatriota KayBlack, presente no terceiro álbum de estúdio de Sonza, Escândalo Íntimo. Composta por ambos os artistas ao lado de Carolzinha, Jenni Mosello, Douglas Moda, Roy Lenzo, Ariana Wong, Jahnei Clarke e Yehonatan Asperil, e produzida pelos seis últimos mencionados e o selo musical We4 Music. A faixa foi lançada com as outras canções bloqueadas do álbum em 28 de maio de 2024, através da Sony.

## Antecedentes
Em abril de 2023, após KayBlack lançar seu EP Contradições em março, ficou muito mais conhecido nacionalmente. O jornal O Globo o cita como "o rapper que fala de amor". As canções do projeto foram inspiradas em um relacionamento que viveu que, segundo ele, era um constante "conflito". Quando Escândalo Íntimo foi lançado, em 29 de agosto, "Sagrado Profano" foi exibida como uma das seis faixas bloqueadas. A canção faz parte do segundo bloco de canções do disco, que é divido por quatro partes que simbolizam as quatro fases de um relacionamento: paixão, amor, decepção e superação, sendo o segundo bloco representando o amor. Por meio de suas redes sociais, a cantora confirmou que a faixa seria sobre um tema que segue a mesma linha de pensamento das músicas do KayBlack e também as suas. Ela revelou que abordaria as profundezas da dicotomia entre o amor sagrado e profano, revelando a força destrutiva do ciúme, explorando as complexidades e desafios que surgem quando essas forças opostas colidem dentro de um relacionamento. Também foi revelado um trecho da letra: "Sagrado amor profano incúra o amor profundo / Ciúmes de um fatídico segundo".

## Apresentação ao vivo
Em sua performance no Lollapaloza Brasil 2024, que aconteceu em 22 de março, Luísa cantou ao vivo uma parte de "Sagrado Profano".

## Desempenho comercial

### Paradas semanais
| País — Parada musical (2024)      | Melhor posição |
| --------------------------------- | -------------- |
| Brasil (Billboard Brasil Hot 100) | 4              |
| Portugal (AFP)                    | 1              |